# Radio 3 (rbb)
Radio 3 (eigene Schreibweise: radio3) ist ein Hörfunksender des Rundfunks Berlin-Brandenburg (rbb). Bis einschließlich 6. Mai 2019 hieß das Programm Kulturradio, dann bis 1. April 2024 rbbKultur.

## Geschichte

Kulturradio-Logo bis 6. Mai 2019

Im Jahr 2003 entstand aus Radio Kultur (ehemals vom SFB) und Radio 3 (ehemals vom ORB) das Kulturradio; beteiligt waren bis 1999 der SFB und bis 2001 der NDR. Die Fusion von ORB und SFB zum RBB führte zu der Reduzierung auf ein Kulturprogramm für die Region Berlin-Brandenburg.
Während der frühere Chefredakteur und Programmchef Wilhelm Matejka und die frühere Intendantin Dagmar Reim die Fusion als einen Erfolg betrachten, stieß die Änderung der Programmstruktur auf den anhaltenden Protest der Hörerschaft. Neben den Programmkürzungen wird vor allem die unvollständige Ausstrahlung klassischer Kompositionen kritisiert. Dies entspreche nicht dem in der Verfassung verankerten „Kulturauftrag“ des öffentlich-rechtlichen Hörfunks. Im Jahr 2004 gründete sich eine Hörerinitiative („Das GANZE Werk“), um die beiden Sender NDR und RBB auf den „Erhalt kultureller Standards“ zu verpflichten. Eine weitere Programmreform aufgrund von finanziellen Sparmaßnahmen, die zu Programmkürzungen und der Einstellung von Sendeformaten führte, wurde im Herbst 2020 umgesetzt.

Senderlogo bis 1. April 2024

Durch Medienpartnerschaften ist das Programm mit Bühnen, Konzerthäusern, Festivals und Museen in Berlin und Brandenburg verbunden. Es überträgt Diskussionsrunden, sendet live von Festivals und überträgt Konzerte, zum Beispiel von der Berliner Schaubühne, den Radio-Philosophen im Berliner Käthe Kollwitz Museum oder die Live-Übertragungen der Konzerte der Berliner Philharmoniker und Mitschnitte vom Brandenburgischen Staatsorchester, dem Jazzfest Berlin oder den Musikfestspielen Potsdam Sanssouci.
Am 6. Mai 2019 bündelte der rbb sein Kulturangebot unter einer einheitlichen Marke. Das Kulturradio änderte seinen Namen an diesem Tag in rbbKultur.
Am 2. April 2024 wurde rbbKultur in Radio 3 (Eigenschreibweise: radio3) umbenannt. Mit der Umbenennung in Anlehnung an Radio Eins war eine umfangreiche Programmreform verbunden, mit der vor allem eine tagesaktuelle Morgensendung ohne klassische Musik eingeführt wurde. Anchorman der Frühsendung wurde Jörg Thadeusz, der diese Tätigkeit nach wenigen Wochen aufgab, ein wöchentliches Talkformat aber behielt. Der neue Slogan zitiert das Shakespeare-Stück Wie es euch gefällt.

## Vergebene Preise
Radio3 ist an zwei Kulturpreisen beteiligt: Gemeinsam mit dem Literaturhaus Berlin vergibt es den Walter-Serner-Preis. Der Preis ist mit 5000 Euro dotiert und besteht seit Mitte der 1970er Jahre. Mit dem Land Berlin vergibt radio3 seit 2017 jährlich den Jazzpreis Berlin. Der Preis ist mit 15.000 Euro dotiert.

## Auszeichnungen
- Den Ravensburger Medienpreis erhielt am 27. November 2006 das Kulturradio-Feature Die Gefährlichkeit der Salami oder: Wie mir die Geburt meiner Tochter Foucault beibrachte. Verliehen wurde der mit 15.000 EUR dotierte Preis in der Baden-Württembergischen Landesvertretung in Berlin.
- Die im Jahr 2006 entstandene Gemeinschaftsproduktion des Südwestrundfunks und des Rundfunks Berlin-Brandenburg Der Kick vom Kulturradio erhielt den Robert-Geisendörfer-Preis 2007 in der Kategorie Hörfunk.
- Mit dem Medienpreis der Evangelischen Kirche wurden die Autoren Andres Veiel und Gesine Schmidt sowie der Regisseur Martin Zylka ausgezeichnet.
- 2007 wurde Entführung in die Musik mit dem Deutschen Kritikerpreis ausgezeichnet.

## Empfang

### Analog (UKW)
- Berlin/Havelland, Standort Berlin (Scholzplatz): 92,4 MHz
- Prignitz, Standort Pritzwalk: 91,7 MHz
- Uckermark, Standort Casekow: 104,4 MHz
- Märkisch-Oderland, Standort Booßen: 96,8 MHz
- Teltow-Fläming/Potsdam-Mittelmark (teilweise), Standort Bad Belzig: 100,2 MHz
- Oberspreewald-Lausitz, Standort Calau: 104,4 MHz

### Digital (DAB+)
- Berliner Fernsehturm: Kanal 7D mit 10 kW
- Berlin-Scholzplatz: Kanal 10B mit 25 kW und 7D mit 10 kW
- Frankfurt/Oder: Kanal 10B mit 10 kW||
- Pritzwalk: Kanal 10B mit 10 kW
- Cottbus-Stadt: Kanal 10B mit 1 kW
- Calau: Kanal 10B mit 10 kW
- Casekow: Kanal 10B mit 10 kW
- Templin: Kanal 10B mit 5 kW
- Belzig: Kanal 10B mit 10 kW

### Kabel
- Berlin: 95,35 MHz
- Potsdam: 98,45 MHz
- überregional im digitalen Kabelnetz

### Satellit
- Astra 1M auf Position 19,2° Ost, Transponder 93, 10891 MHz, horizontale Polarisation, Symbolrate 22000 KSymb/s, FEC 2/3[19]

### Internet
- Livestream zum Empfang als Internetradio